# Great Wall Motors
Great Wall Motors és un fabricant xinès d’automòbils especialitzat en SUVs i camionetes, fundat el 1976. Es propietari de les marques GWM, Haval, Wey, Tank, Poer, i Ora. GWM també ha operat una empresa conjunta amb BMW Group des del 2019 per produir vehicles elèctrics Mini a la Xina, sota el nom de Spotlight Automotive. El 2011 va participar amb cinc SUV al ral·li Dakar. El 2012 va inaugurar a Bahovitsa, Bulgària, la seva primera factoria a Europa, que va tancar el 2016 per falta de vendes. El 2017 tenia 60.000 empleats i el seu accionista principal amb el 40% del capital era Wei Jianjun, un dels homes més rics del país.
El 2020 va anunciar durant el Saló de l'Automòbil de Múnic el llançament previst pel primer semestre de 2020 dels seus dos primers models en el mercat europeu: l'Ora Cat, un vehicle elèctric assequible, i el Wey Coffee 01, un híbrid endollable d'una categoria més elevada. El 2021 venia a 60 països i més de 600.000 unitats fora de la Xina i tenia un centre d'investigació de cel·la de combustible a Alemanya. El mateix any es va posicionar com un dels possibles substituts de Nissan a la Zona Franca de Barcelona, amb l'objectiu de produir anualment 100.000 vehicles elèctrics.

## Marques i productes

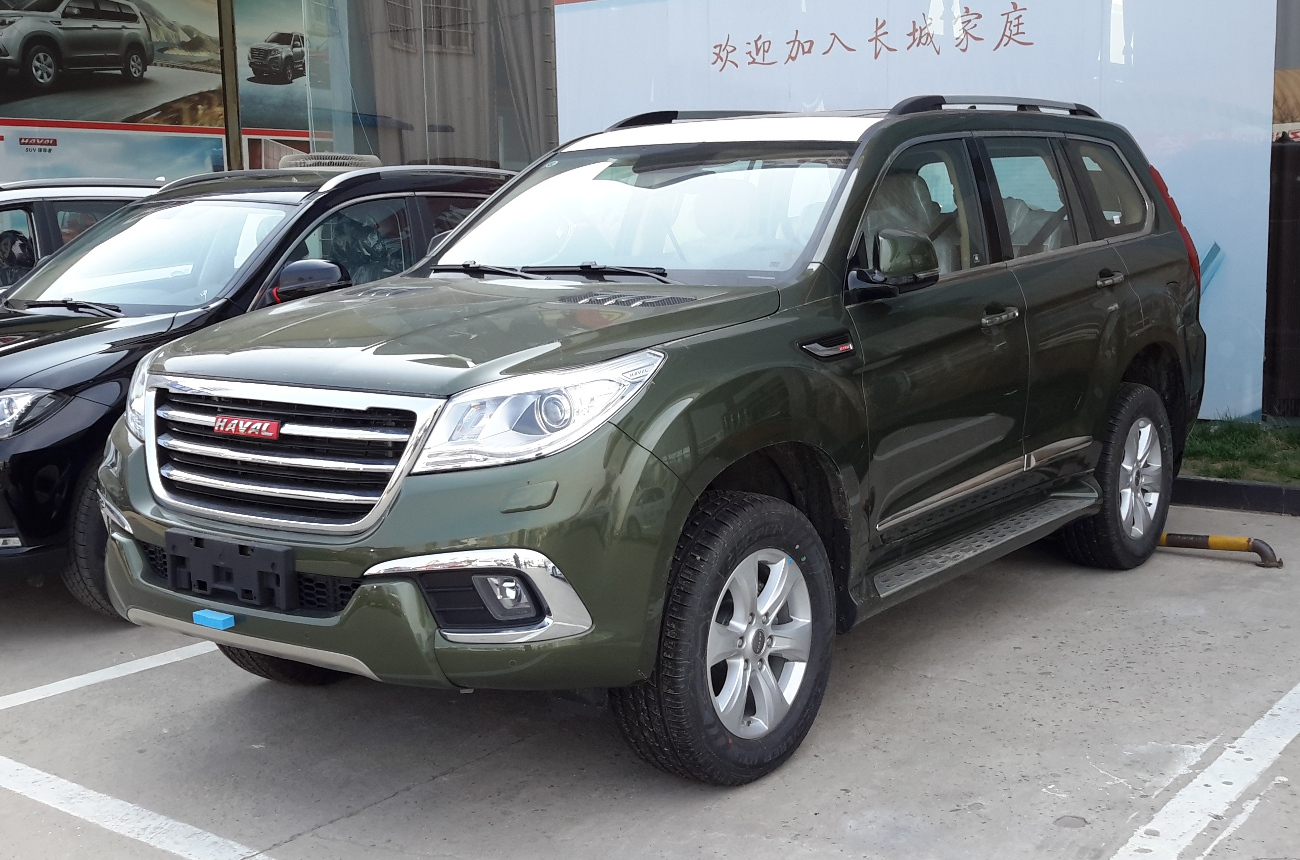
La insígnia Haval és visible en aquest H9, vist en un concessionari xinès el 2015.

Tot i que tota la seva línia de models portava inicialment la mateixa insígnia, l'empresa va planejar al voltant del 2010 començar a diferenciar les seves ofertes de SUV, cotxes de passatgers i camions anomenant-los Haval, Voleex i Wingle respectivament.
Haval es va independitzar cap al 2013, i Great Wall ho va reconèixer al seu lloc web que va declarar el març de 2013: "[La] marca Haval es va independitzar oficialment, portant GWM a una era de marca dual de Haval i Great Wall." Al voltant del 2016, Voleex es va abandonar i, el 2020, es va informar que l'empresa ja no vendria cotxes de passatgers de la marca Great Wall (almenys en determinats mercats internacionals), ja que tots els seus SUV portarien el nom Haval, mentre que la seva elecció. -ups, inclòs el reemplaçament del Great Wall Steed (known as the Model P/Poer/Cannon/Ute), va ser marcat sota la marca GWM.
A més, Great Wall ha generat tres marques especials: WEY el 2017 per a vehicles de luxe, ORA el 2018 per a vehicles elèctrics i TANK el 2021 per a vehicles tot terreny de luxe.

### GWM
Com a marca principal de Great Wall, GWM va produir originalment molts tipus de vehicles, però des de llavors ha evolucionat per centrar-se en camions pick-up. GWM té una submarca anomenada POER (pronunciat com a potència), que significa potent, tot terreny, agradable i fiable, amb models com el GWM POER P11 i el GWM POER P12 a la venda en mercats seleccionats de tot el món.

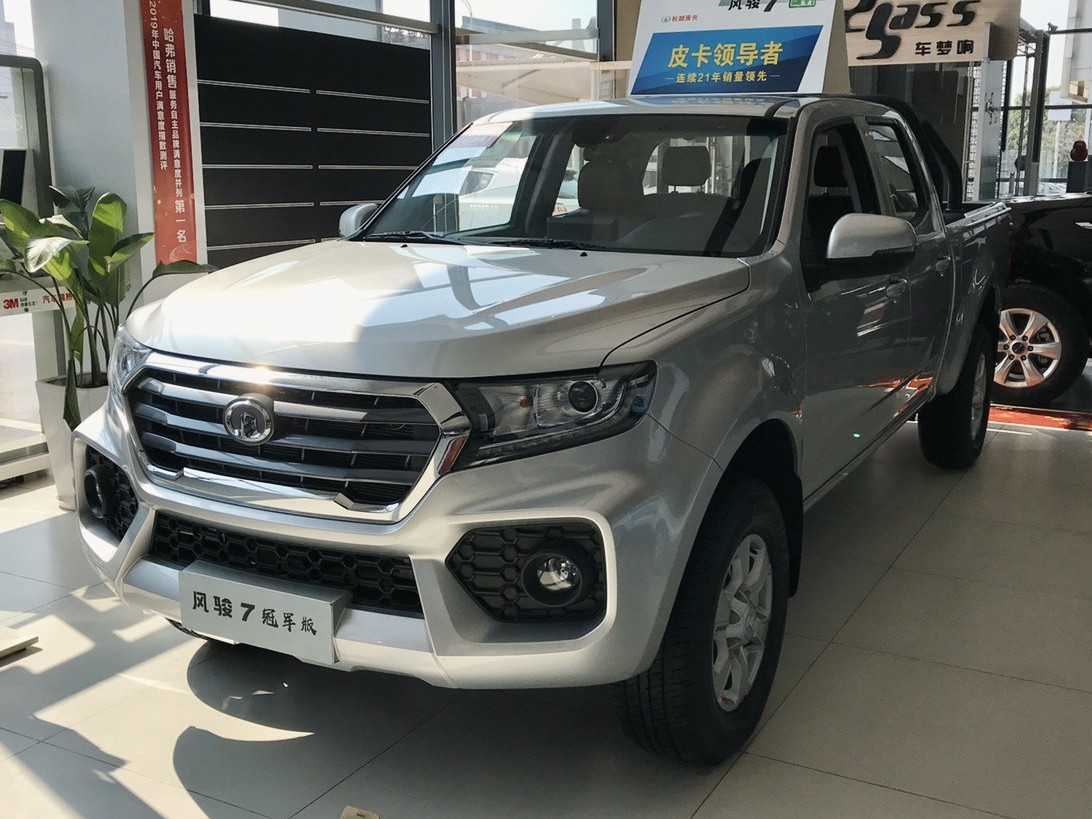
Great Wall Wingle 7
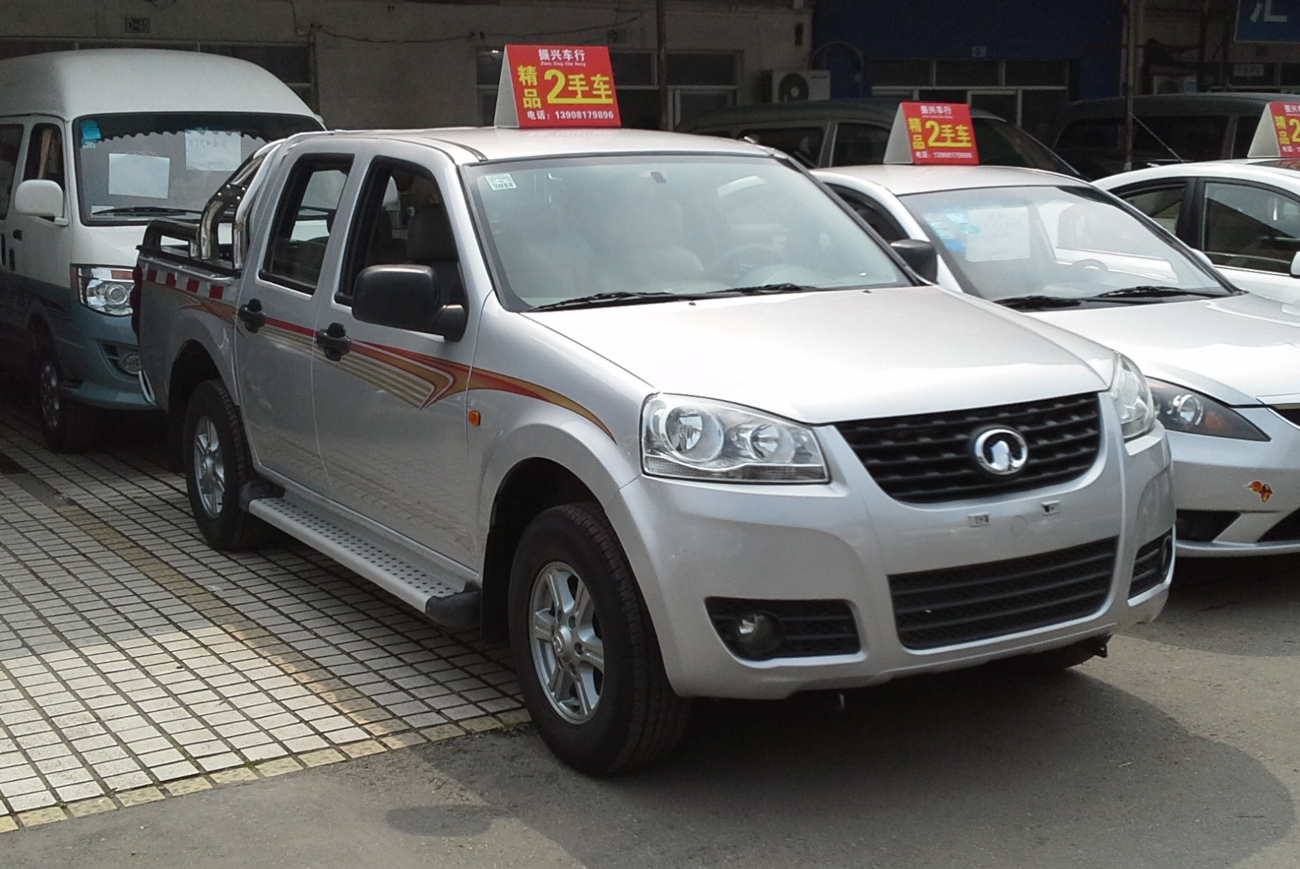
Great Wall Wingle 5
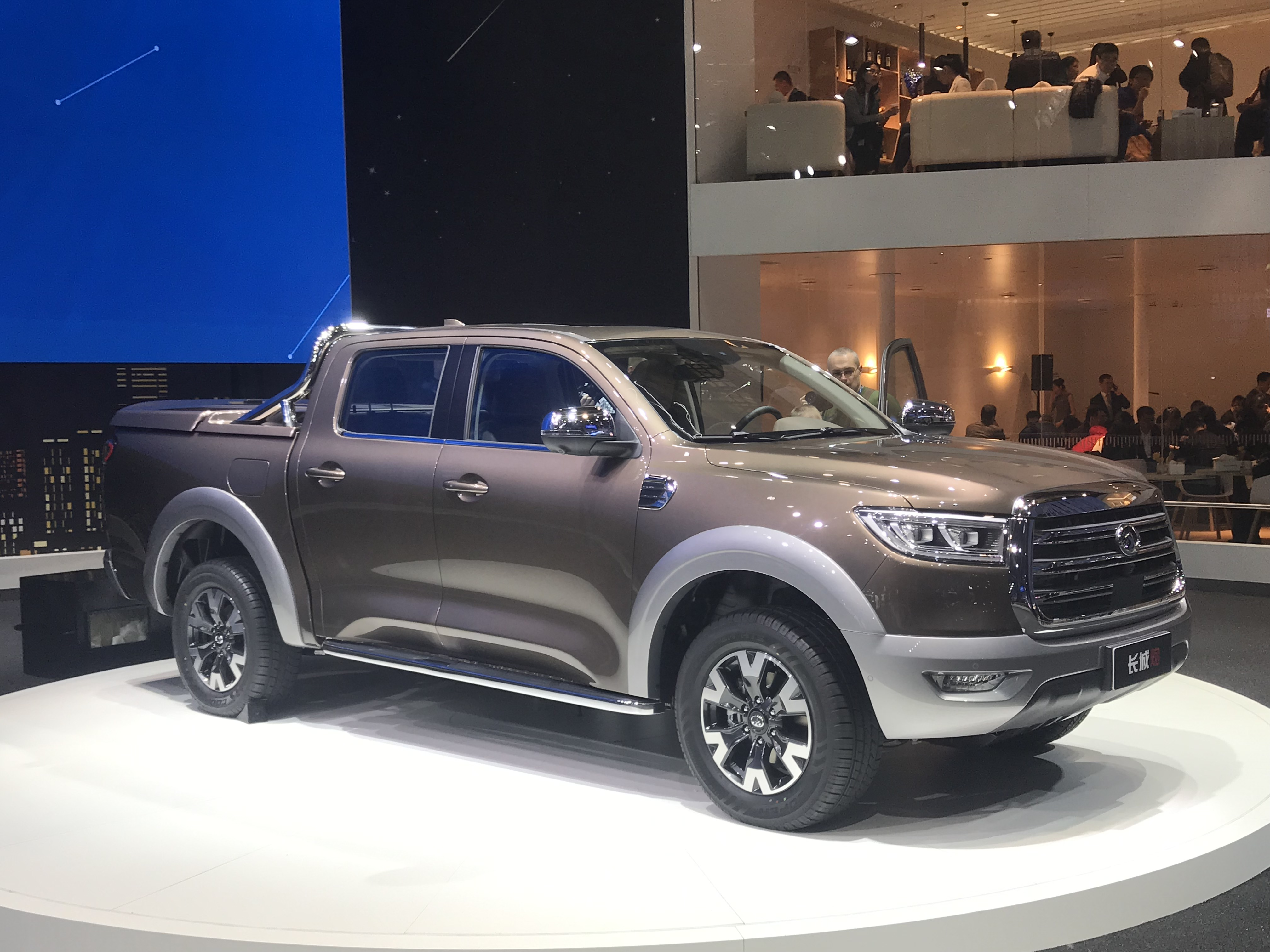
Great Wall Pao

### Haval
Haval és la marca SUV de Great Wall.

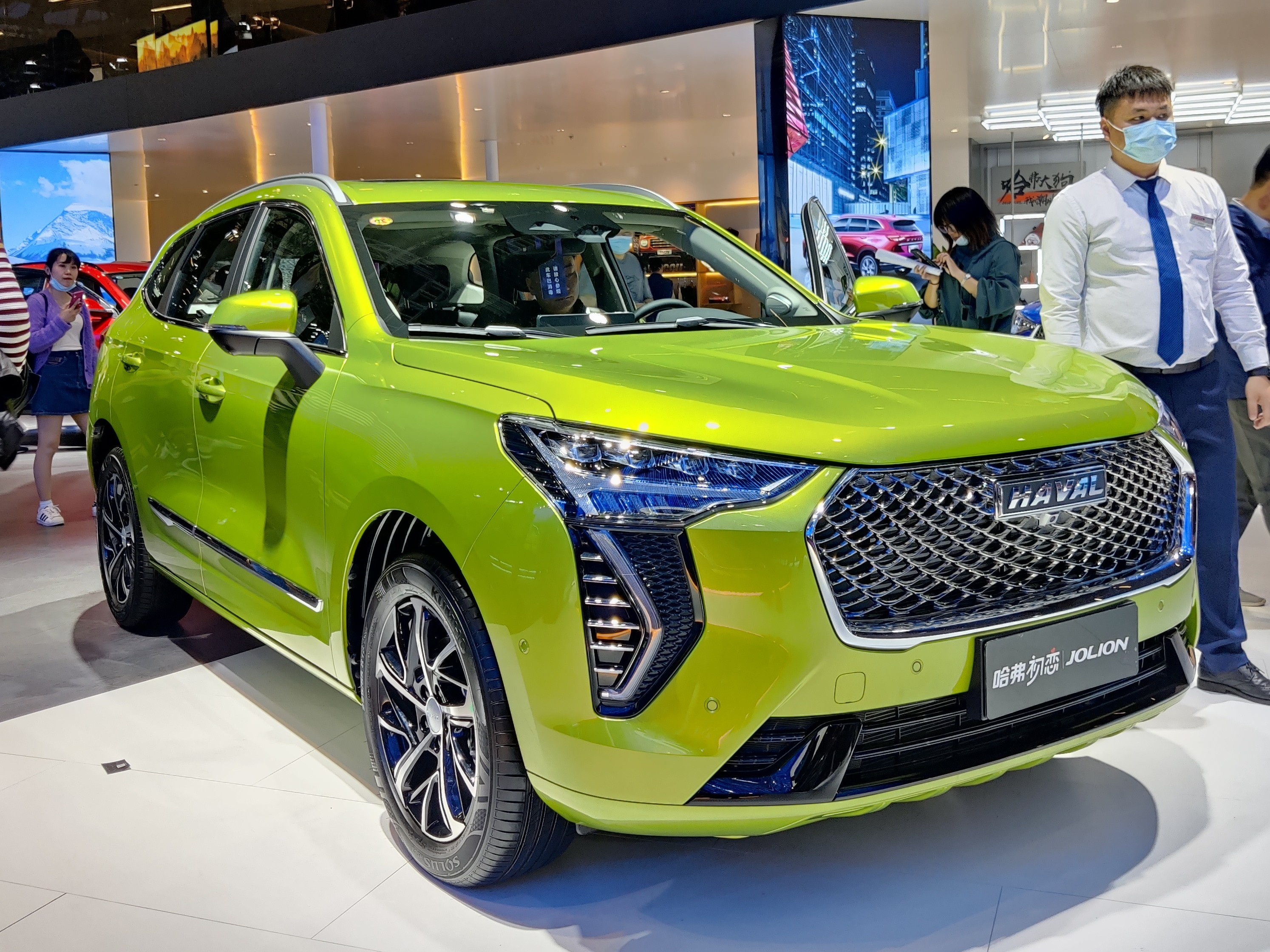
Haval Jolion
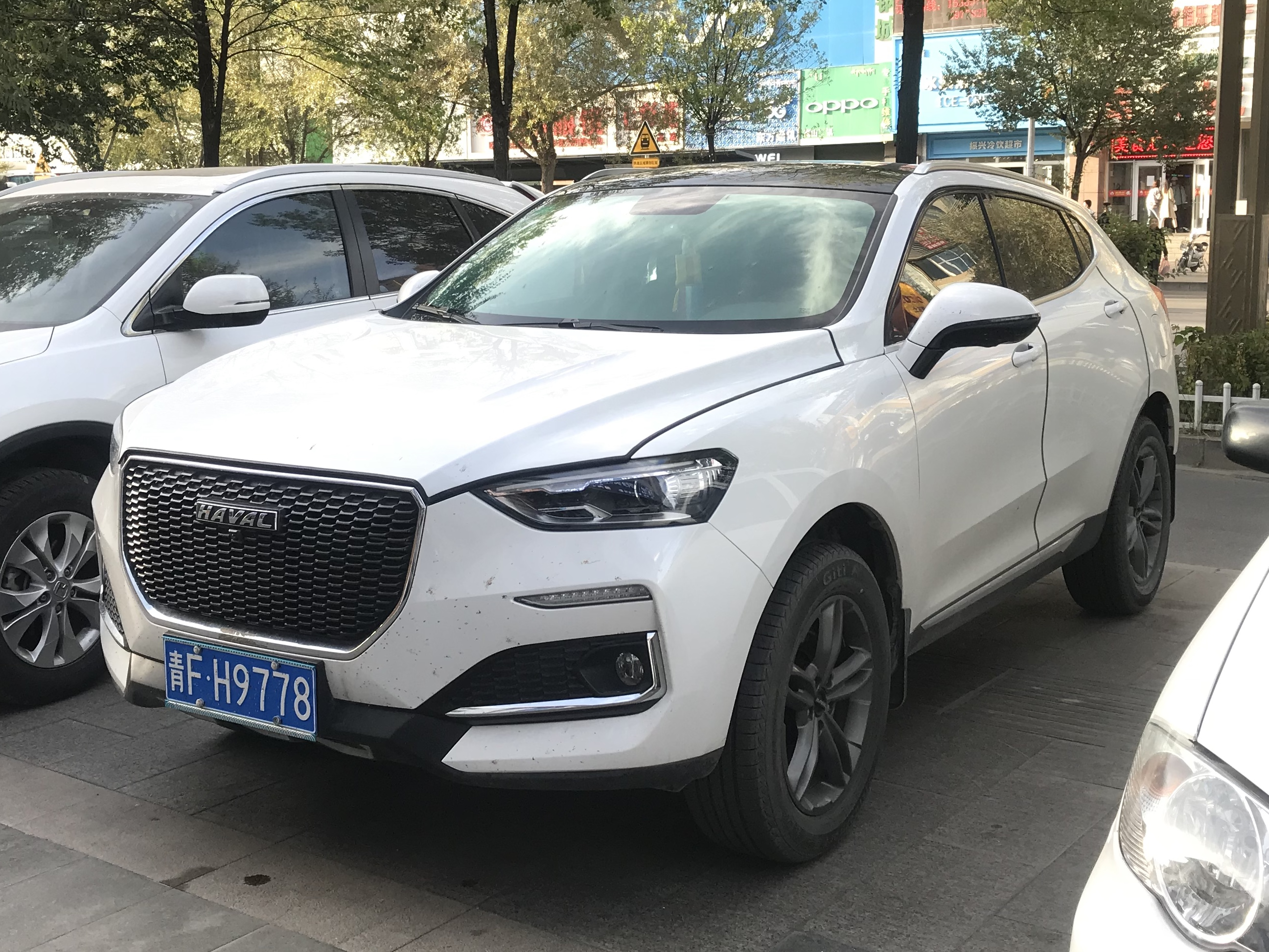
Haval F5
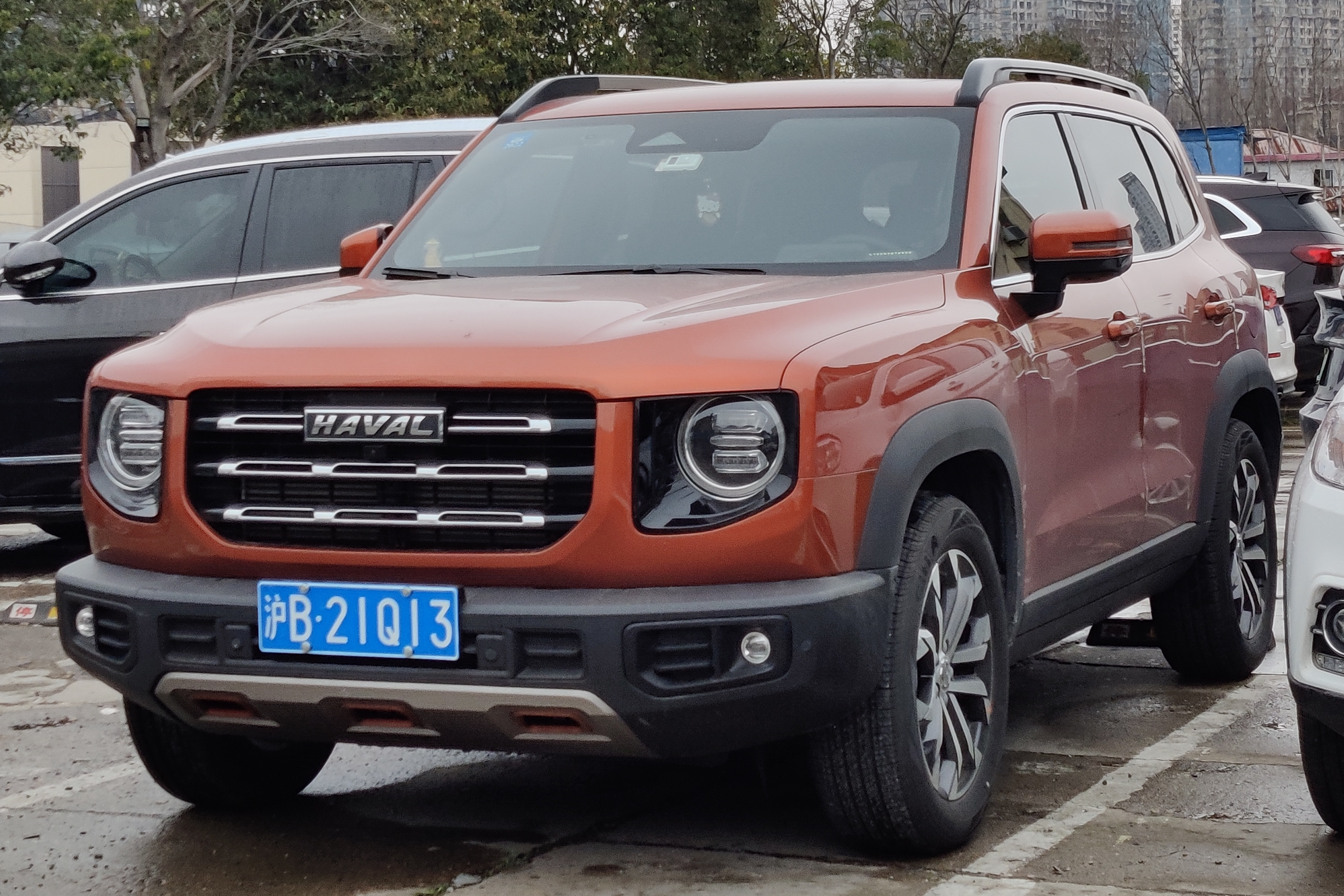
Haval Big Dog

### ORA
ORA es posiciona com la marca de cotxes elèctrics de nova generació de GWM. La marca es va llançar oficialment amb el seu primer model ORA iQ el 20 d'agost de 2018 i està dirigida a consumidores femenines.

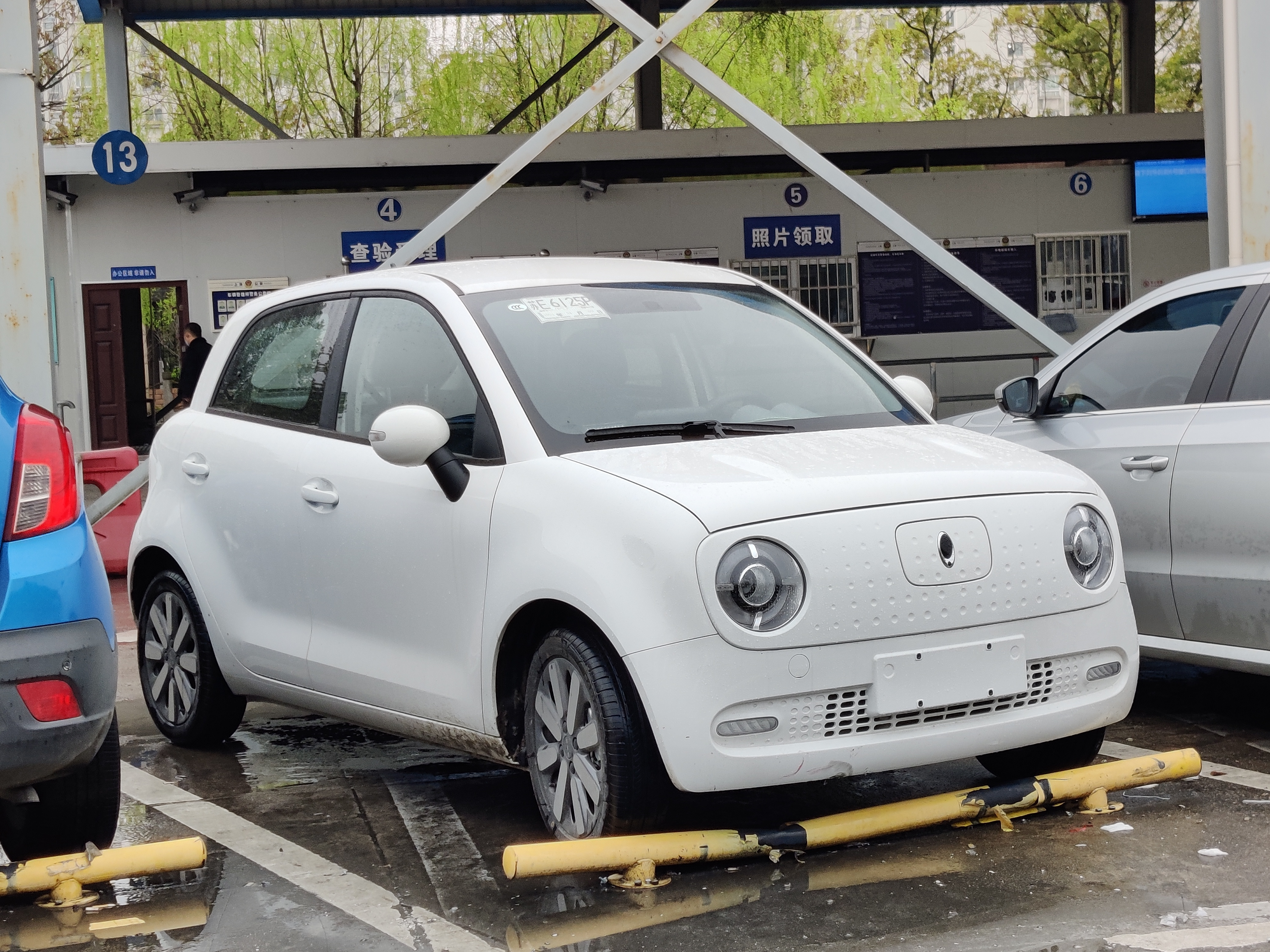
ORA Black Cat
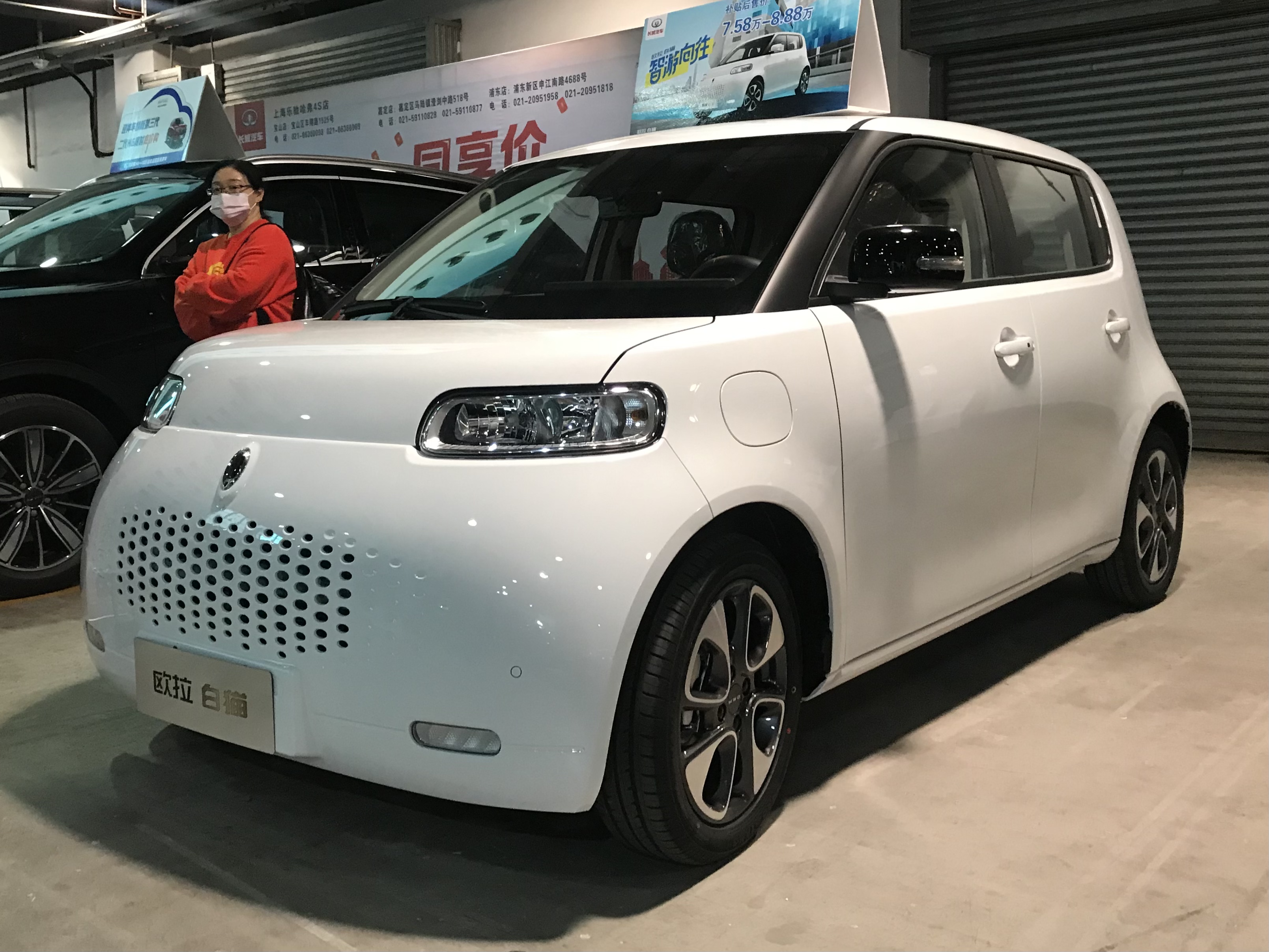
Ora White Cat
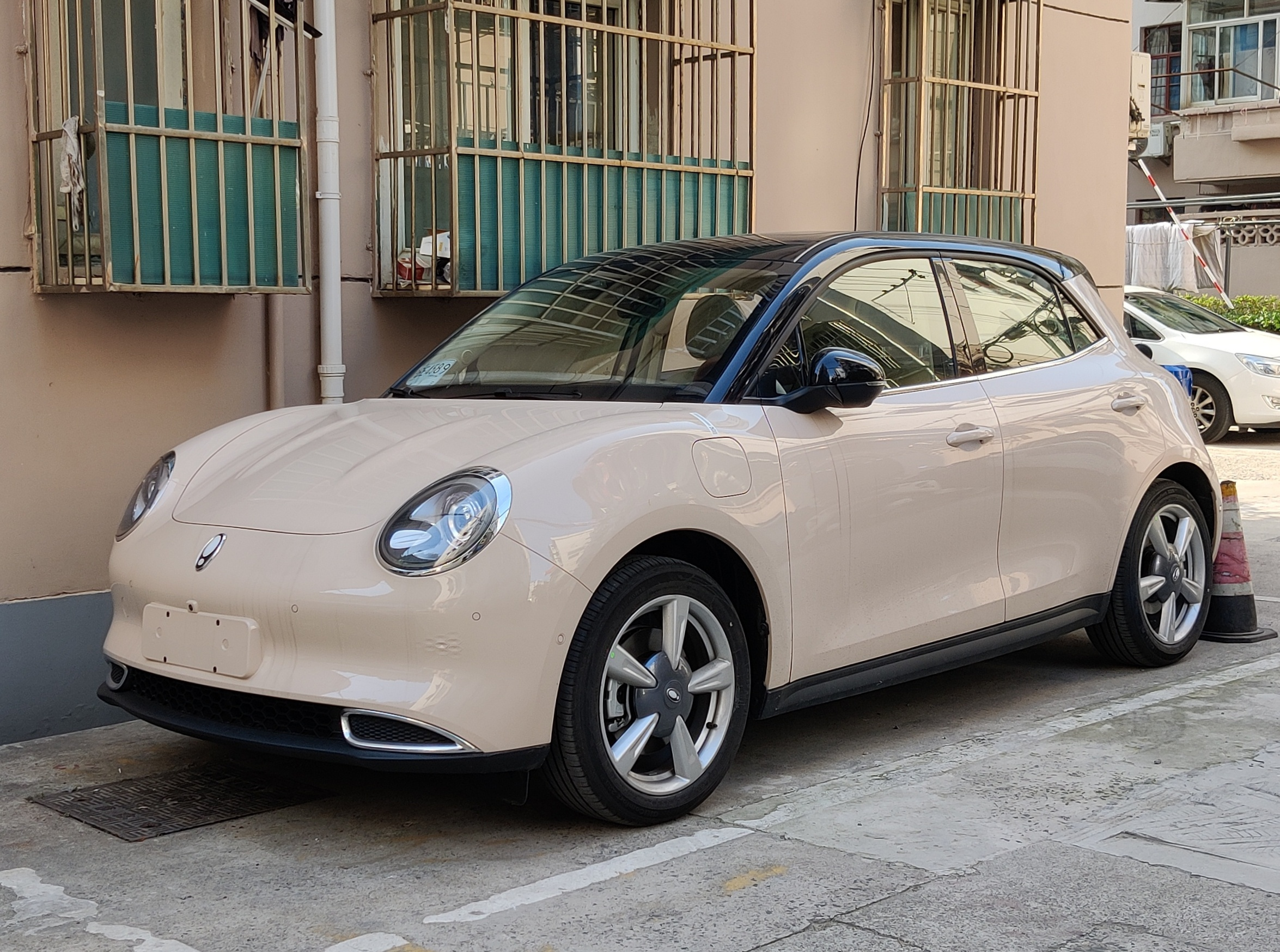
ORA Good Cat
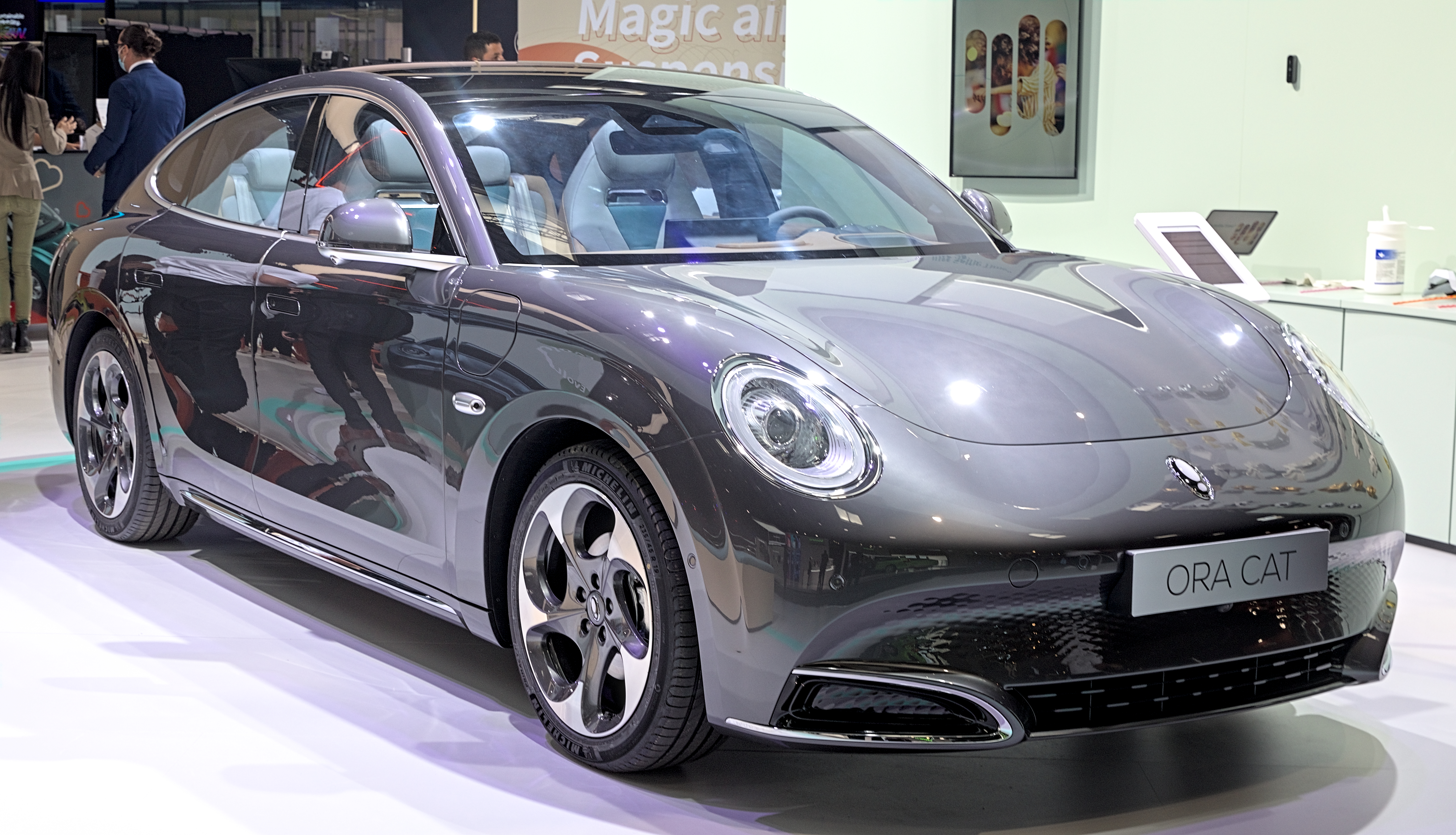
Ora Lightning Cat
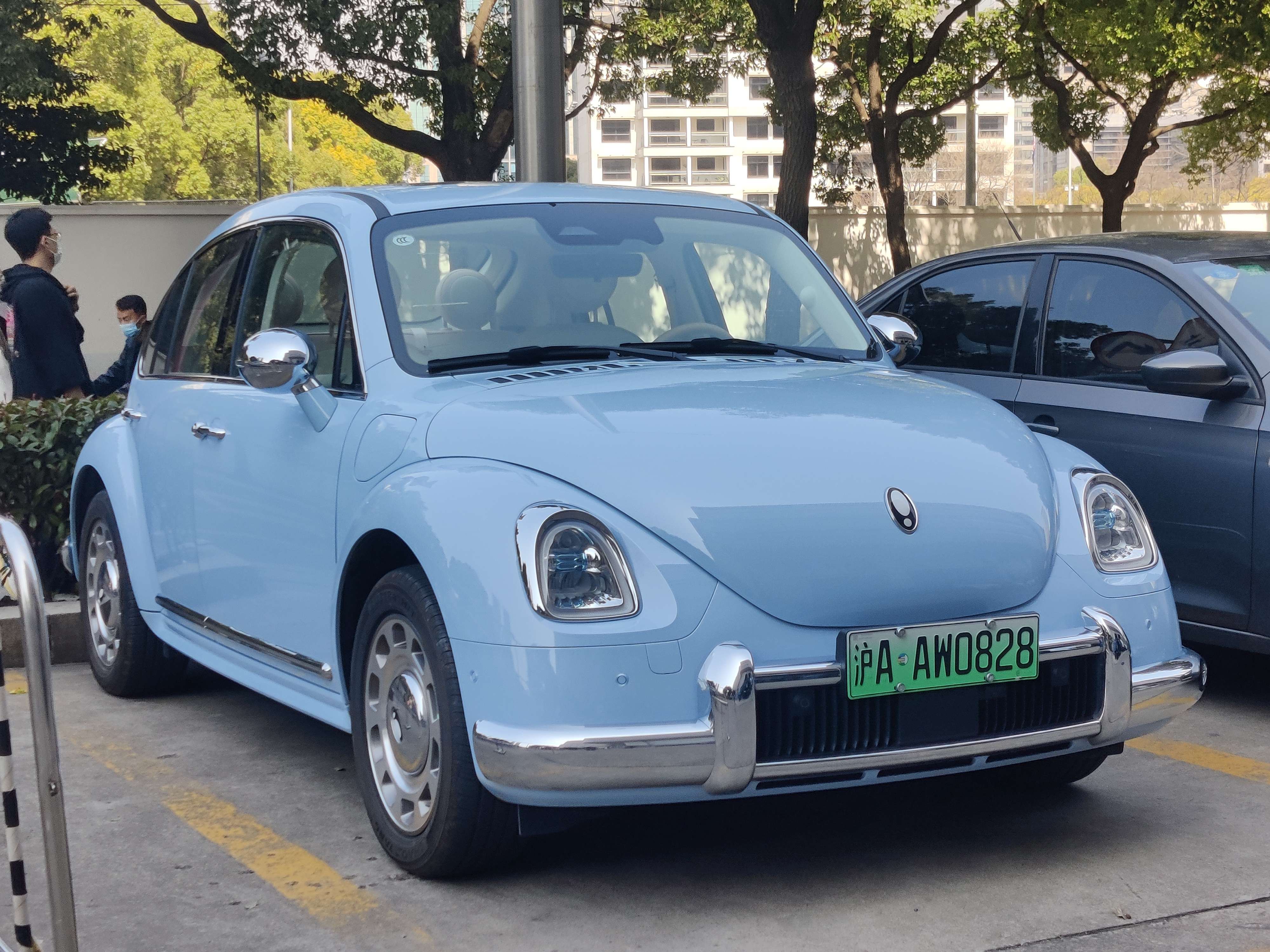
Ora Ballet Cat

### TANK
Tank és la marca de luxe tot terreny de Great Wall. Originalment destinada a ser una submarca de WEY, TANK es va independitzar quan Great Wall va llançar el TANK 300 a causa de l'estil i la proposta de marca significativament diferents.

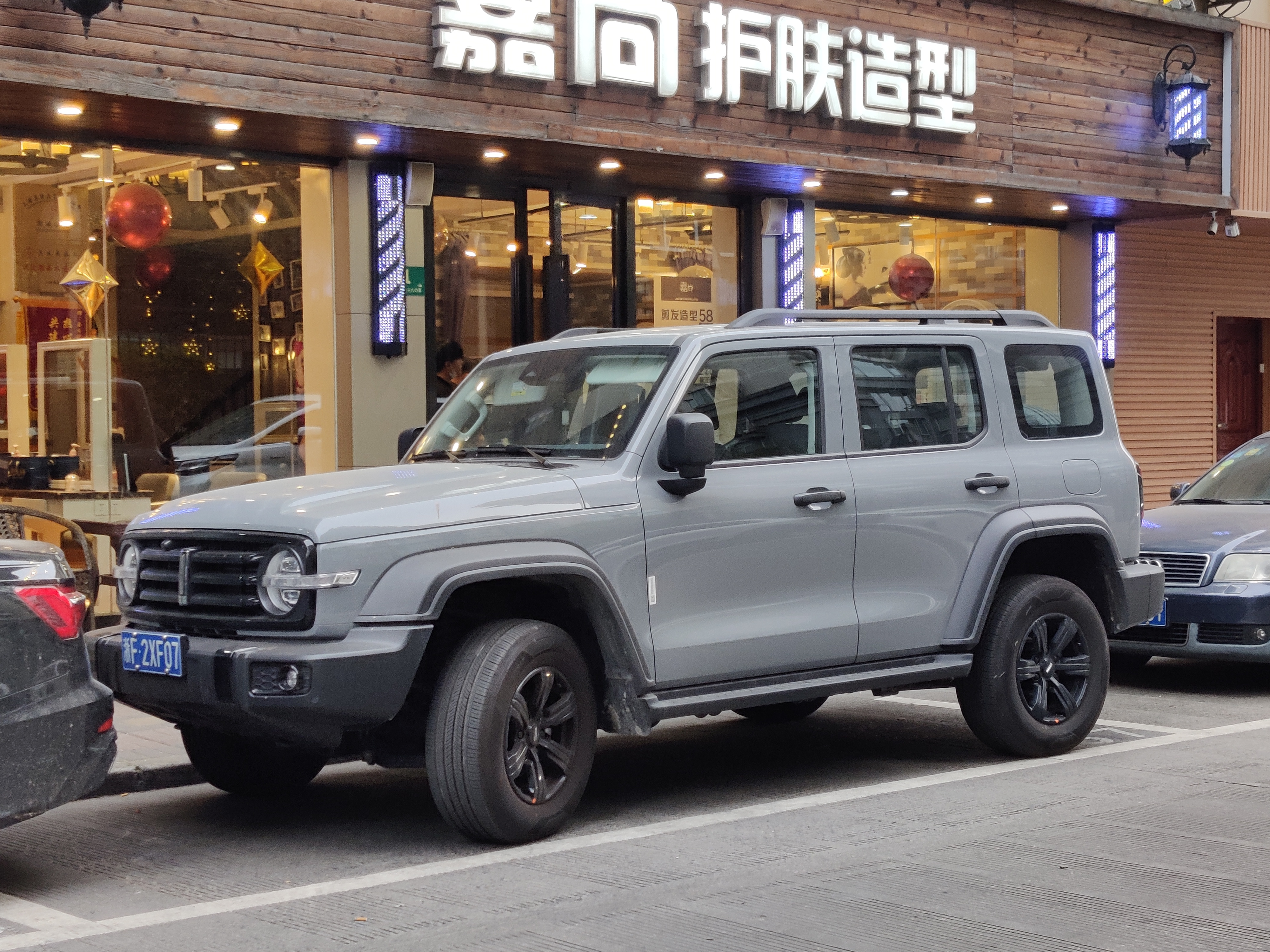
TANK 300
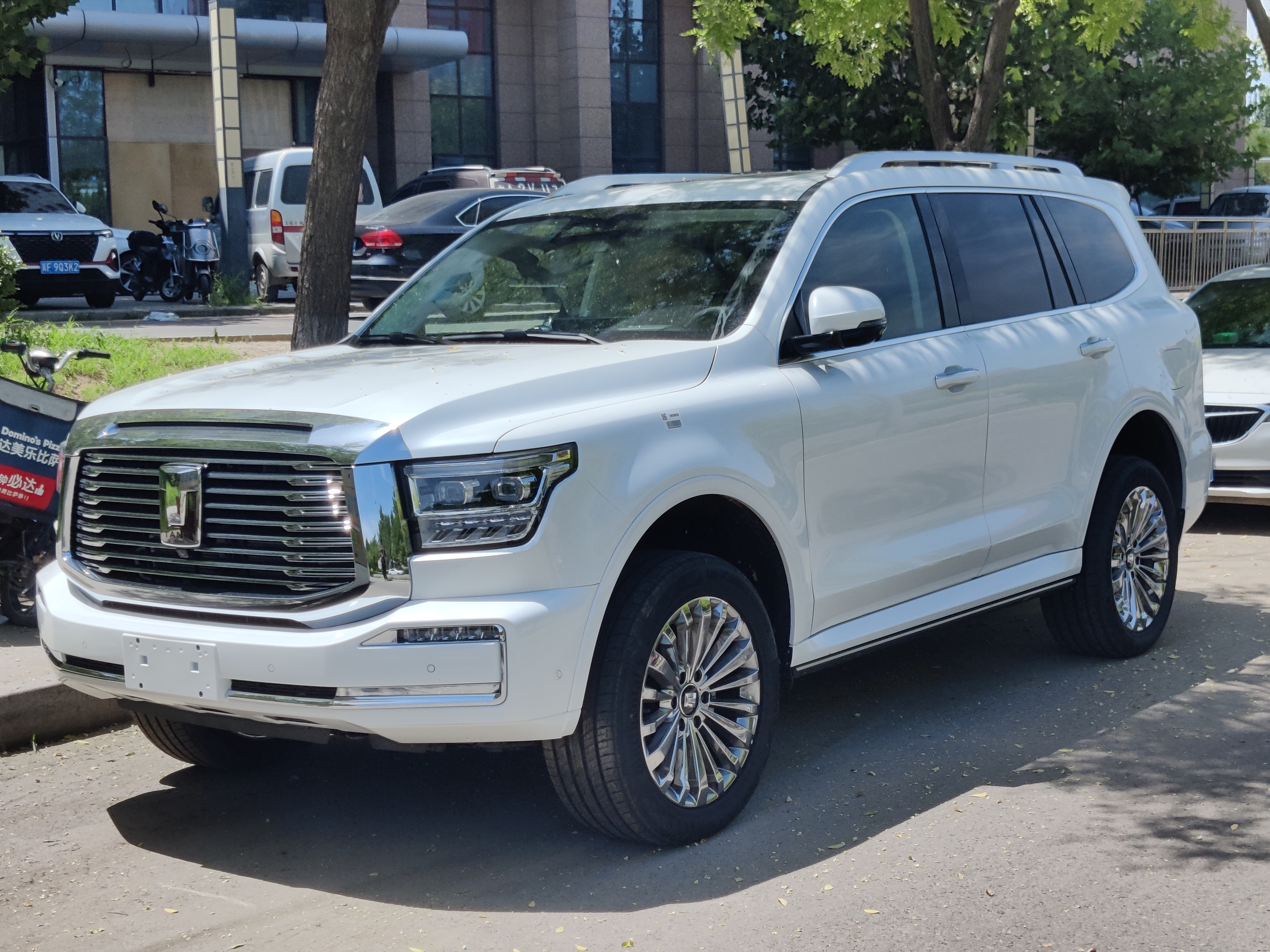
Tank 500
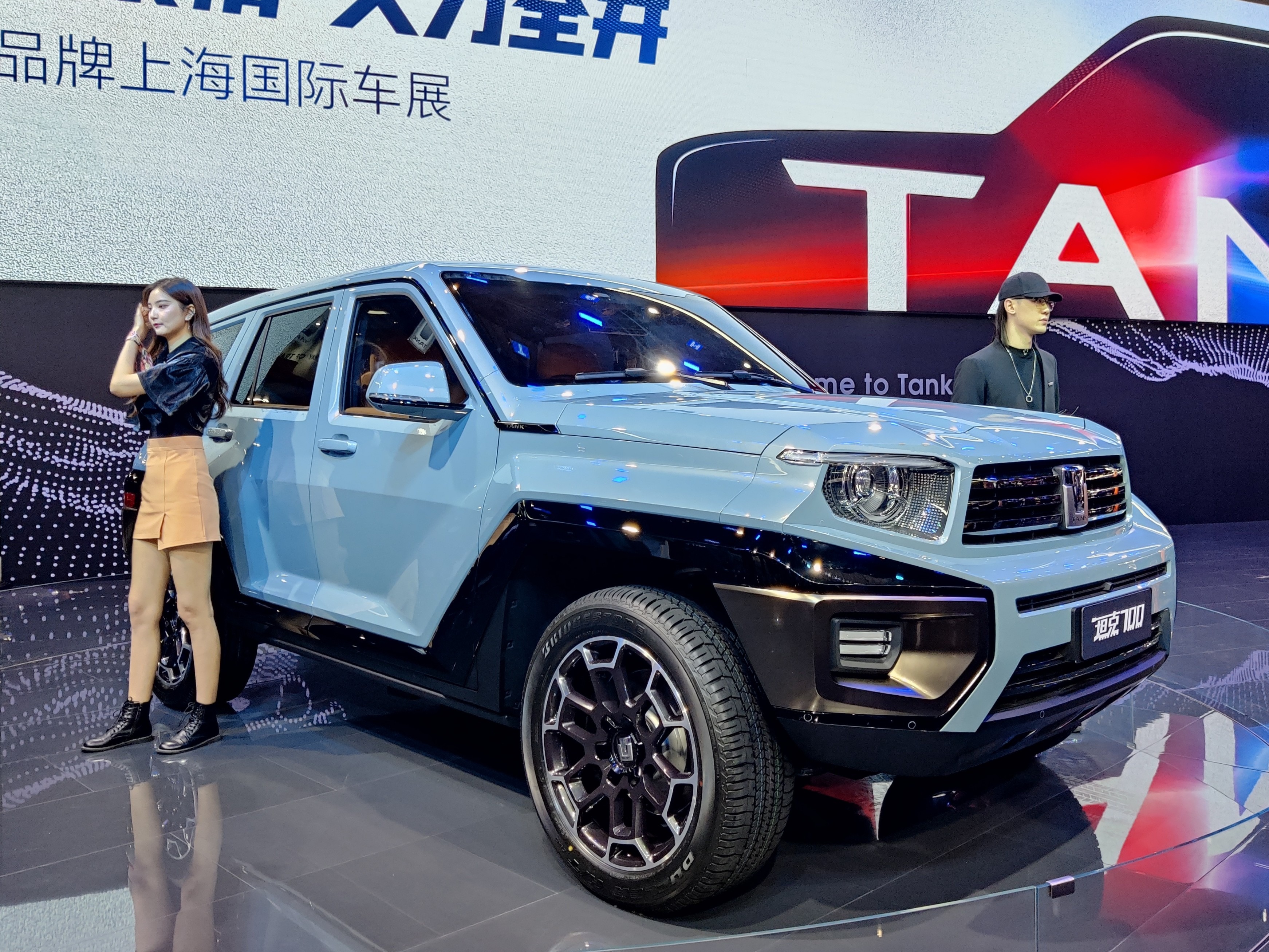
TANK 700
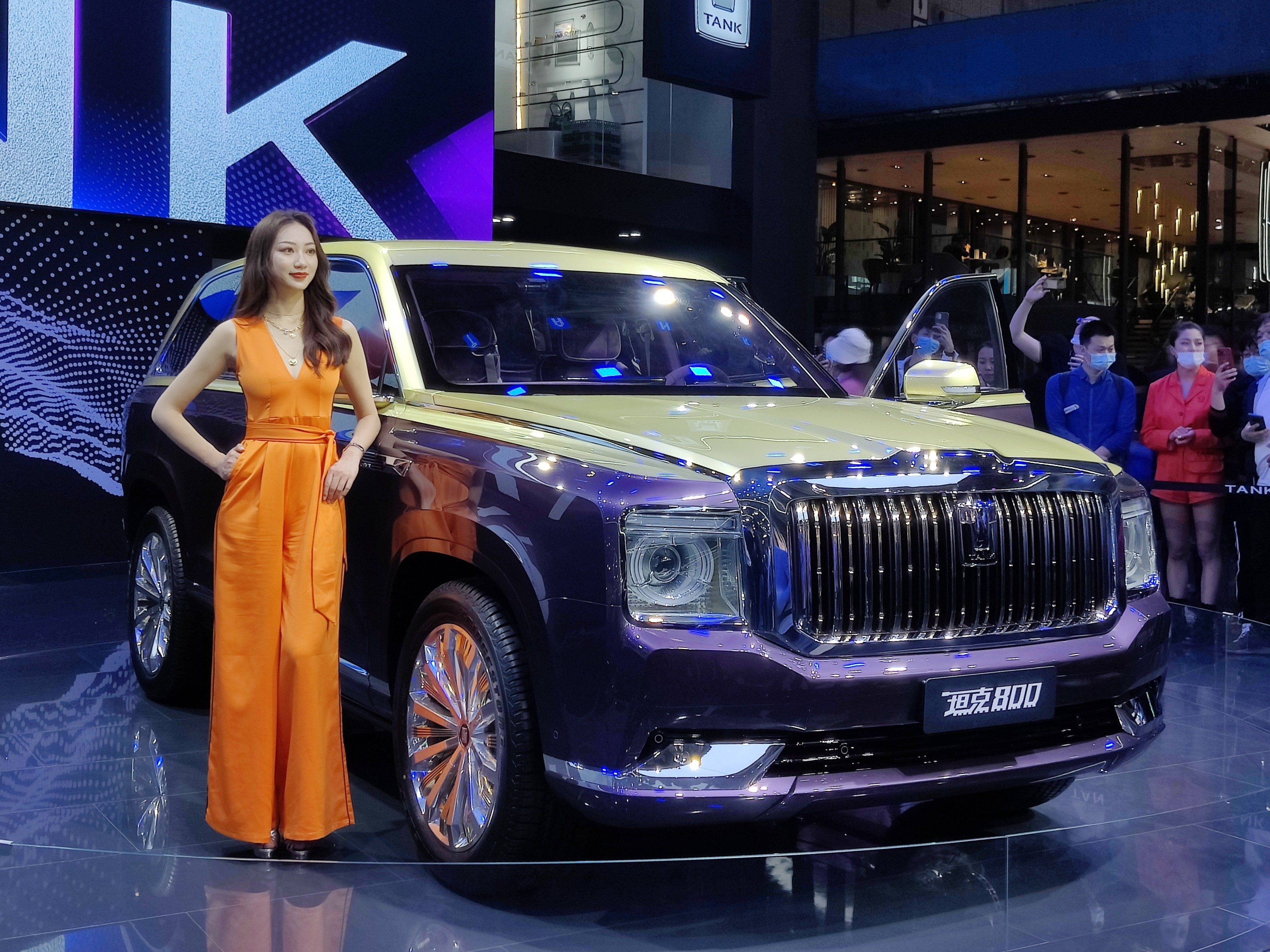
TANK 800

### WEY
Llançada el 2017 i porta el nom del fundador de GWM, Jack Wey, WEY és la marca de luxe de Great Wall, centrada en crossovers i SUV.

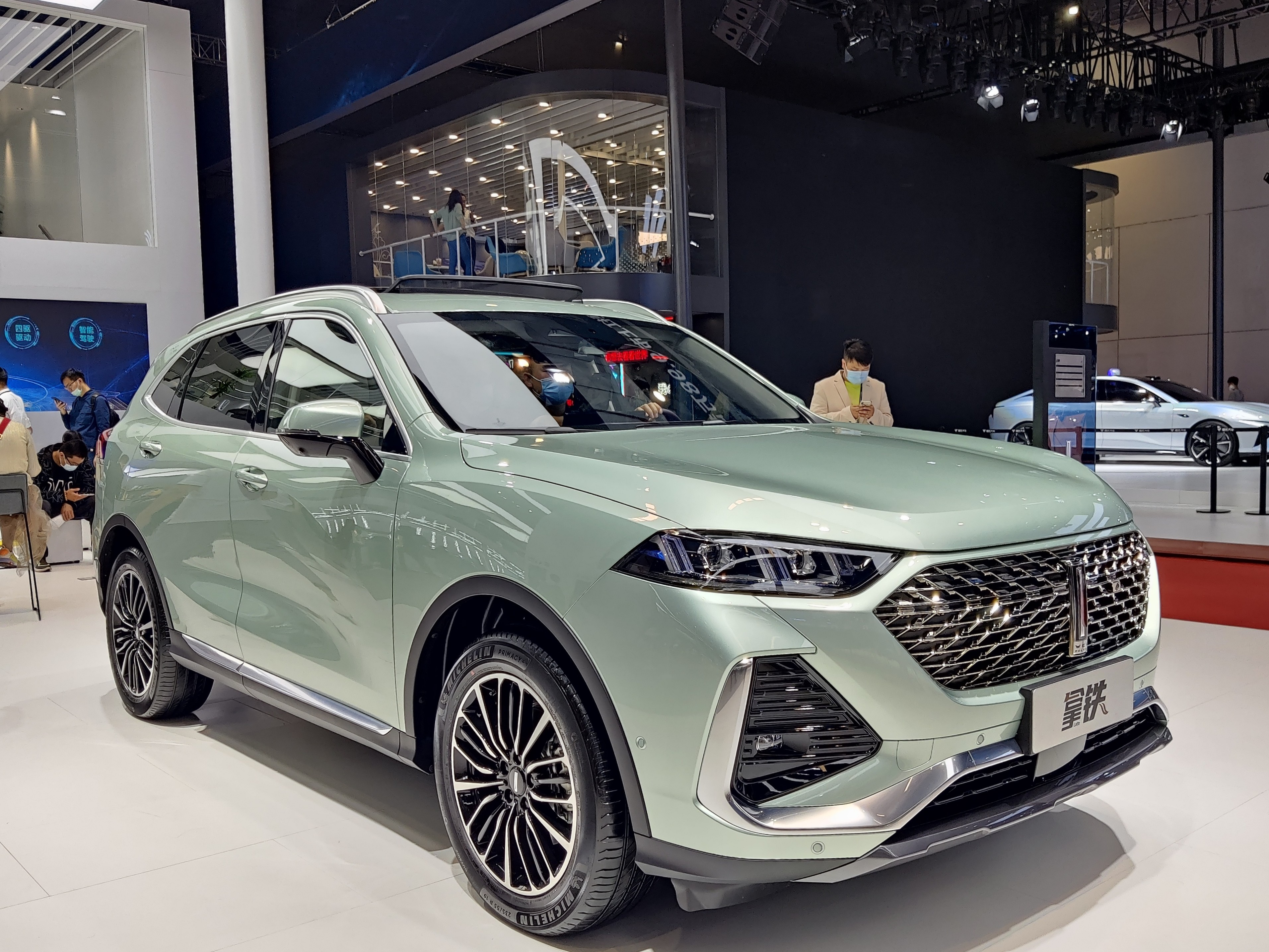
WEY Latte
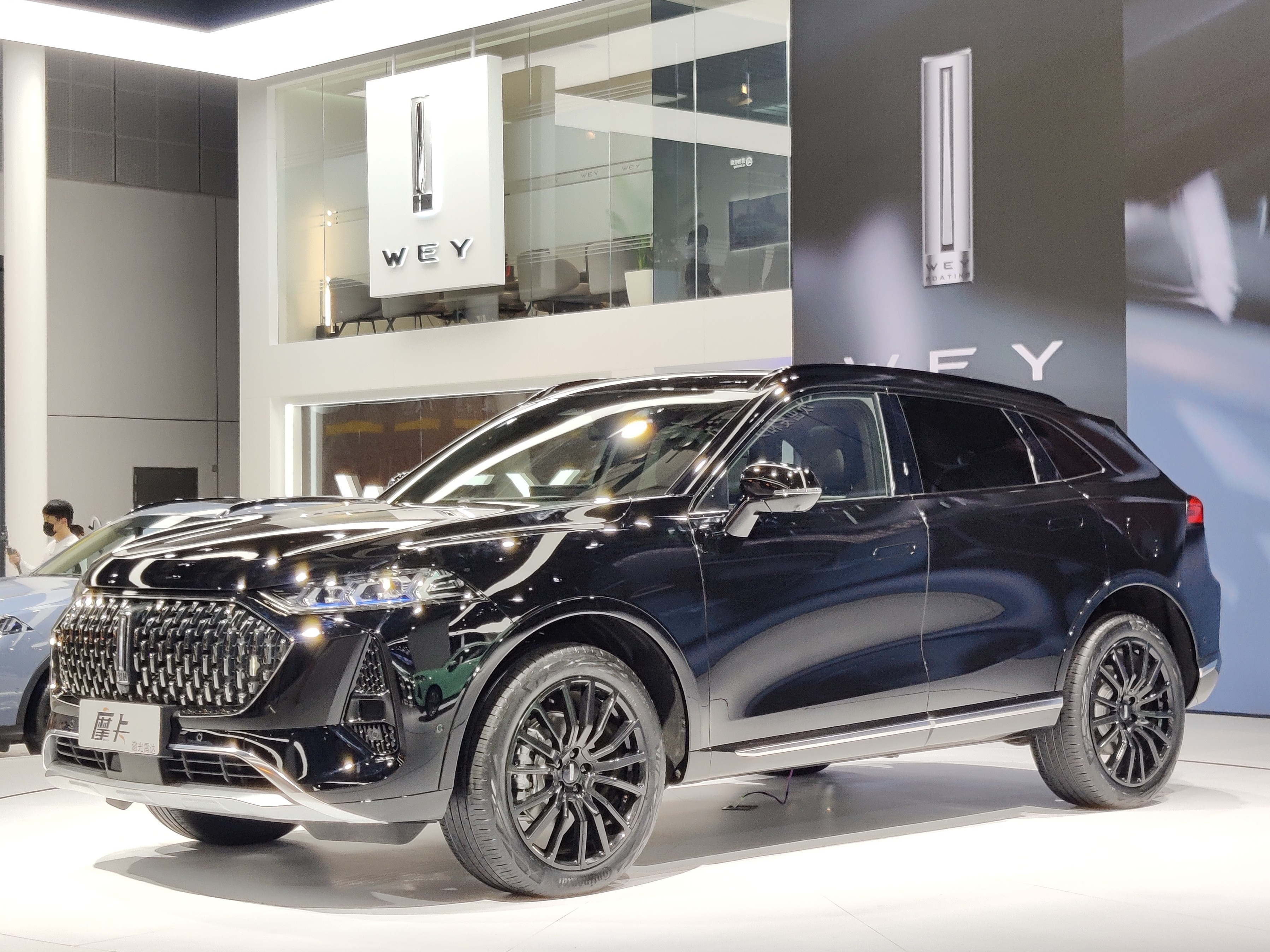
WEY Mocha
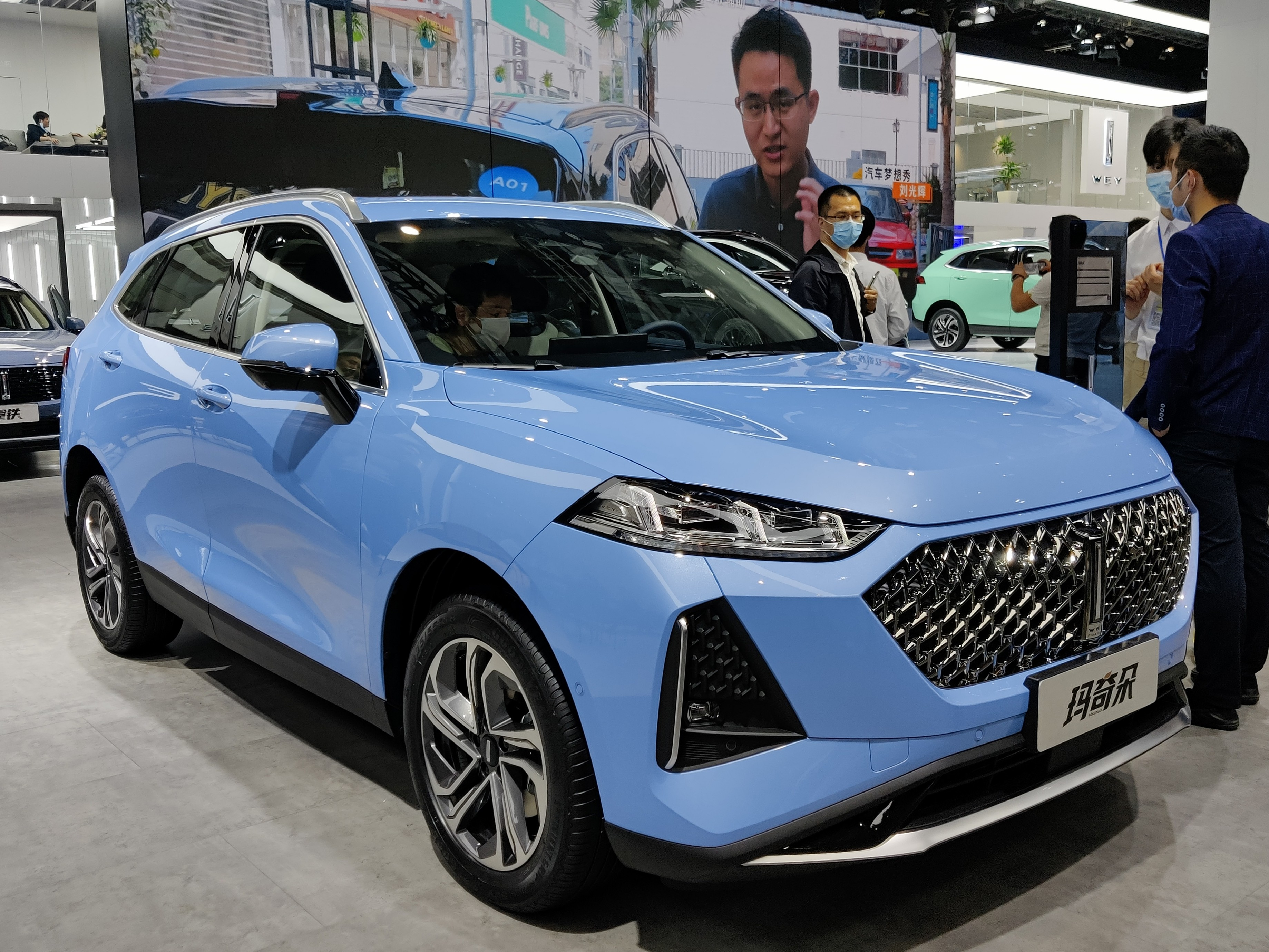
WEY Macchiato